# 洛特雷阿蒙
洛特雷阿蒙伯爵（法語發音：[lotʁeamɔ̃]；1846年4月4日—1870年11月24日），原名伊西多尔·吕西安·迪卡斯（法語：Isidore Lucien Ducasse），出生于乌拉圭的法国诗人。 他唯二的作品《马尔多罗之歌》 和《诗》对现代艺术和文学，特别是对超现实主义和情境主义产生了重大影响。洛特雷阿蒙去世时，年仅24岁。

## 生平

### 青年时代
迪卡斯出生于乌拉圭的蒙得维的亚，父母是法国领事弗朗索瓦·迪卡斯（François Ducasse）和他的妻子雅凯特-塞莱斯蒂娜·达弗扎克（Jacquette-Célestine Davezac）。关于迪卡斯的童年记载甚少，除了他于1847年11月16日在蒙得维的亚都会天主教堂受洗，其母亲不久后因流行病去世了。1851年，五岁的他经历了长达八年的阿根廷侵犯乌拉圭的蒙得维的亚围困的战事尾声。他长大后能够讲三种语言：法语，西班牙语和英语。 
1859年10月，年仅13岁的他被父亲送进法国的中学。 他在塔布的帝国中学接受了法语和技术的教育。 1863年，他就读于波城的路易斯·巴图高中，在那里他学习了修辞学和哲学课程。 他擅长于算术和绘画，并在他的思想和风格上表现出高贵之处。迪卡斯是爱伦·坡的读者，也尤其喜欢雪莱和拜伦，以及密茨凯维奇，弥尔顿，罗伯特·骚塞，阿尔弗雷德·德·缪塞和波德莱尔 。在学校期间，他着迷于拉辛和高乃依 ，以及索福克勒斯《俄狄浦斯王》中的致盲场景。 据他的同学保罗·莱斯佩斯说，他在一篇论文中因为“形容词的滥用和死亡场景的堆叠”表现出明显的愚蠢。毕业后，他住在塔布，在那里与其监护人的儿子乔治·达泽特建立了友谊，并决定成为一名作家。 

### 在巴黎的岁月
与父亲在蒙得维的亚短暂停留之后，迪卡斯于1867年底在巴黎定居。 为了进入巴黎综合理工学院，他重新开始学习，不过一年后就放弃了。 他父亲给的零用钱不断，使迪卡斯得以完全投身于创作自己的作品。 他住在位于圣母得胜街的知识分子聚居区的旅馆，在那里他投身于创作《马尔多罗之歌》的第一支歌。  
迪卡斯是图书馆的常客，他在那里读浪漫主义文学，科学著作和百科全书。 出版商莱昂·热农索（Léon Genonceaux）将他形容为“一个高大、黝黑、年轻、没有胡须、多变、整洁而勤奋的人”。 
1868年下半年，他匿名并自费出版了《马尔多罗之歌》的第一支歌，共三十二页。 
1868年11月10日，他给作家维克托·雨果写了一封信，信中包括了两本第一支歌，并询问进一步出版的建议。1869年1月下旬，在波尔多文选《灵魂香水》中出现了第一支歌的新版本 。 在这里，迪卡斯首次使用了他的化名洛特雷阿蒙伯爵（Comte de Lautréamont）。 他之所以选择这个名字，是根据欧仁·苏1837年在法国流行的哥特式小说中洛特雷阿蒙这个角色，该小说以傲慢而亵渎神灵的反英雄人物为特色，在某些方面与《马尔多罗之歌》相似。 这个标题可以被解释为另一个蒙得（维的亚）（l'autre à Mont（evideo））， 同时也可以解释为另一个亞蒙（l'autre Amon）或河的另一边（l'autre Amont）。 

1869年下半年，布鲁塞尔的阿尔贝·拉克鲁瓦（Albert Lacroix）总共出版了洛特雷阿蒙的六支歌，前者也出版了欧仁·苏。当书印好后，拉克鲁瓦担心因褻瀆或淫秽而受到起诉，他拒绝将书给书商。 迪卡斯认为这是因为“其中的生活被描绘得过于刺眼”（1870年3月12日给银行家达拉塞的信）。 
迪卡斯急切地问奥古斯特·普莱·马拉西（Auguste Poulet-Malassis），1857年将波德莱尔《恶之花》寄给评论家的出版商是谁。他试图解释自己的立场，甚至提出要在以后的版本中改变一些“太激烈”的观点：
I have written of evil as Mickiewicz, Byron, Milton, Southey, A. de Musset, Baudelaire and others have all done. Naturally I drew register a little exaggerated, in order to create something new in the sense of a sublime literature that sings of despair only in order to oppress the reader, and make him desire the good as the remedy. Thus it is always, after all, the good which is the subject, only the method is more philosophical and less naive than that of the old school. (...) Is that the evil? No, certainly not.——letter from 23 October 1869.
普莱特·马拉西斯于同月在他的文学杂志《国外付印的法国禁止出版刊物季刊》中宣布了该书即将出版。 否则，很少有人注意这本书。 1870年5月，只有藏书包和图书馆公报注意到它，并写道：“这本书可能会在猎奇的书单中找到位置。” 

### 死亡
1869年春天，洛特雷阿蒙频繁地搬家，从蒙马特福布尔街32号搬到薇薇安街15号，再从薇薇安街15号，搬到蒙马特福布尔街7号的旅馆。在等待他的书发行时，洛特雷阿蒙写了一个新文本，这是他对“邪恶的现象学描述”的后续，他想在其中为善良而吟唱。 这两部作品将形成一个整体，一个善与恶的二分法。然而，这部作品仍然是零碎的。 
1870年4月和6月，迪卡斯在出版了《诗》的前两篇，这显然是计划中的《善念》的序言。这次他以自己的真名出版，放弃了笔名。他用哲学和诗区分了他的作品的两个部分，并宣布开始与邪恶作斗争是他作品的转折点： 
I replace melancholy by courage, doubt by certainty, despair by hope, malice by good, complaints by duty, scepticism by faith, sophisms by cool equanimity and pride by modesty.
同时，迪卡斯为《诗》截取了著名作家的文本 ，并巧妙地改写，公开地剽窃：
被剽窃的作品包括布莱兹·帕斯卡的《思想录》和拉罗什富科的《回忆录》，以及让·德·拉布吕耶尔，沃维纳格侯爵，但丁，康德和拉封丹的作品。 甚至包括他自己的《马尔多罗之歌》。《诗》没有定价。每个客户都可以决定要支付的金额。 
1870年7月19日，拿破仑三世对普鲁士宣战，拿破仑三世被俘虏后的9月17日，巴黎被包围。被围期间生活条件迅速恶化，据他所住旅馆的所有者称，迪卡斯因“严重发烧”而生病。 
洛特雷阿蒙于1870年11月24日上午8点在他的旅馆里去世，享年24岁。 在他的死亡证明上“没有进一步的信息”。由于许多人在巴黎被围困期间都害怕流行病，第二天，迪卡斯在洛雷特圣母院举行葬礼后被埋葬在蒙马特公墓的临时坟墓。 1871年1月，他的遗体被安放在其他地方的另一个坟墓中。 
洛特雷阿蒙在他的《诗》中宣布：“我不会留下回忆录”，因此，《马尔多罗之歌》的创作者的生平大部分仍然是未知的。 

## 《马尔多罗之歌》
《马尔多罗之歌》基于一个叫做马尔多罗的角色，这是一个已经抛弃上帝和人类的不屈不挠的邪恶人物。 这本书结合了暴力叙事和生动逼真的场面。 
评论家亚历克斯·德·容格（Alex De Jonge）写道：“洛特雷阿蒙迫使他的读者停止理所当然地对待自己的世界。 他打破了他们的文化传统所提出的对现实的自满接受，并使他们看到了现实，它是一个虚幻的噩梦，因为梦者更加沉迷于梦境。 
法语世界里有关于洛特雷阿蒙丰富的批评，解释和分析，但用英文的则很少。 
洛特雷阿蒙的作品有许多奇异的场景，生动的场景以及色调和风格的急剧变化。有很多“黑色幽默”。德·容格认为，马尔多罗读起来像是“持续的恶作剧”。

## 《诗》
《诗》是洛特雷阿蒙的另一本尚存的作品，分为两部分。 与《马尔多罗之歌》不同， 前者以迪卡斯的名字出版。 
这两部分都由一系列散文中的格言构成 ，它们表达了关于文学和诗歌的美学观点 。 它经常提到西方经典著作的作者，并用修辞语言比较他们的作品和才华。被引用的作家包括希腊悲剧家，艾伦·坡 ，特别是与迪卡斯同时期的许多法国作家，包括波德莱尔 ， 大仲马和维克托·雨果 。 因此《诗》不是如其名称所暗示的诗集，而是文学批评 ，或诗学 。 《诗》与《马尔多罗之歌》在意义上的相反，它采用更为积极，向上，和人文主义的语言。 经常会赞扬善良和传统的道德价值观，即使有时对迪卡斯熟悉的作者有时也会诋毁： 
Do not deny the immortality of the soul, God's wisdom, the value of life, the order of the universe, physical beauty, the love of the family, marriage, social institutions.  Ignore the following baneful pen-pushers: Sand, Balzac, Alexander Dumas, Musset, Du Terrail, Féval, Flaubert, Baudelaire, Leconte and the Grève des Forgerons!——Poésies, Part I
尽管如此，《诗》与《马尔多罗之歌》还是有共同点的。这两部作品都经常以明喻或修辞的方式描述动物，尽管赞美了上帝 ，但其他段落却相反地提出了一种将人置于上帝之上的人文主义：“埃洛希姆是按照人的形象造的”。 

## 超现实主义
1917年，法国作家菲利普·索波在巴黎一家小书店的数学部分发现了《马尔多罗之歌》的副本。索波在他的回忆录中写道： 
 借着烛光，我开始阅读。 它就像是一个启示。 早晨，我再次读到《马尔多罗之歌》，确信自己做了梦…… 第二天， 安德烈·布勒东来拜访我。 我把书给了他，请他读。 第二天，他像我一样热情地把它带回来。 
 由于这一发现，洛特雷阿蒙被介绍给超现实主义者 。 不久，他们称他为先知。 作为被诅咒的诗人们中的一员，他被提升到了超现实主义先贤祠与波德莱尔和兰波并列，并承认他是超现实主义的先锋。 安德烈·紀德认为他甚至比兰波更为重要，是“明日文学的大师”，布勒东和索波“承认并宣布了洛特雷阿蒙在文学和超文学上的重要性”。 
路易·阿拉贡和布勒东在法国国家图书馆中发现了《诗》的唯一副本，并于1919年4月和5月在他们的《文学》杂志连续两期刊登了《诗》。1925年，超现实主义杂志《绿盘》特刊专门致敬洛特雷阿蒙，标题为“ 洛特雷阿蒙专题”。 索波和布勒东于1927年发表的出版物向巩固了他在法语文学的永久地位以及超现实主义运动中守护神的地位。 1930年，阿拉贡称洛特雷阿蒙为“现代奇观的真正发起者”，  “奇妙”是布勒东超现实主义的主要特征。  1940年，布勒东将他纳入《黑色幽默选集》 。 
192年美国艺术家曼·雷创作的装置，名为“伊齐多尔·迪卡斯之谜”，包含了《马尔多罗之歌》第六支歌第三章中著名的一句话。 洛特雷阿蒙将一个小男孩形容为“美丽的机会，就像在缝纫机和雨伞邂逅于手术台”。  同样，布勒东经常以这句话为超现实主义错位的例子。 马克斯·恩斯特直接引用洛特雷阿蒙的“解剖台上的机会会议”，将超现实主义绘画的结构定义为：“两个现实的联系，在所有外观都不适合它们的情况下，所有外观都无法将它们联系起来。” 参照这句话，实验/ 工业音乐团体Nurse With Wound的首张唱片的标题为美丽的机会，就像在缝纫机和雨伞邂逅于手术台 。 
《马尔多罗之歌》启发了许多艺术家：弗赖·德海特勒（Fray De Geetere）、达利、曼·雷、雅克·乌普兰（Jacques Houplain）、英德日赫·什尔蒂斯基（Jindřich Štyrský）、勒内·马格里特， 格奥尔格·巴泽利茨和维克托·曼（Victor Man）。马克斯·恩斯特、维克托·布劳纳（Victor Brauner）、奥斯卡·多明格斯（Óscar Domínguez）、安德烈·马松（André Masson）、胡安·米羅、艾梅·塞泽尔、罗贝托·马塔（Roberto Matta）、沃尔夫冈·帕伦（Wolfgang Paalen）、库尔特·泽利希曼（Kurt Seligmann）和伊夫·唐吉都制作了关于马尔多罗的作品。画家阿梅代奥·莫迪利亚尼总是随身携带这本书，并经常在蒙帕納斯散步时阅读。 

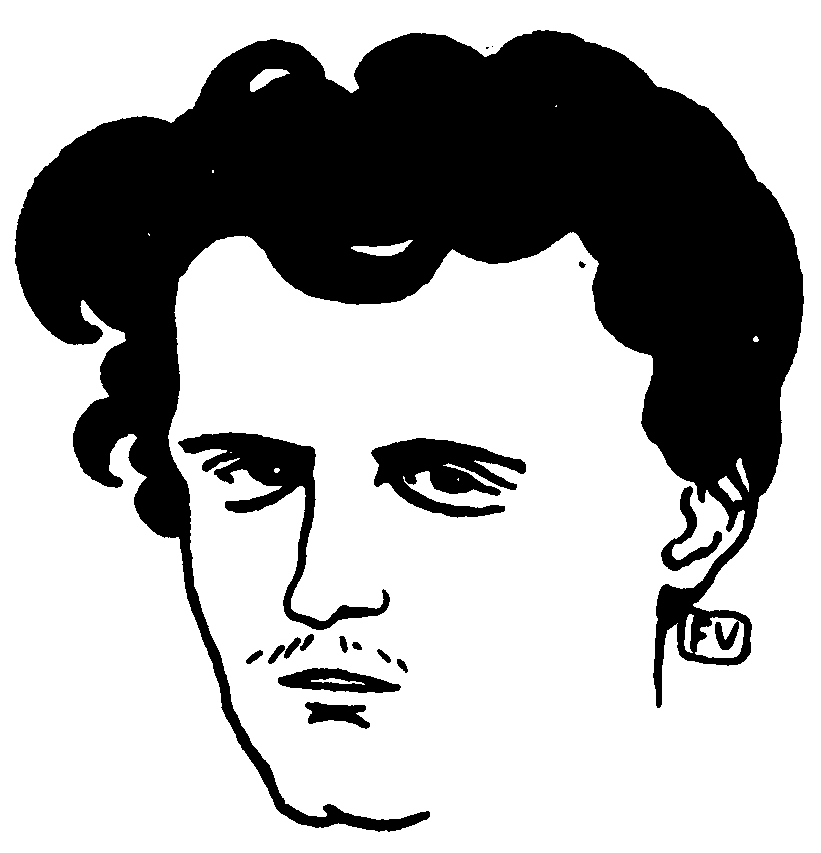
费利克斯·瓦洛东在《雷米·德·古尔蒙的面具书》（1898年）中想象的洛特雷阿蒙肖像。

由于没有照片，费利克斯·瓦洛东和达利画了洛特雷阿蒙“虚构”的肖像。

## 其他方面的影响
卡杜尔·纳伊米将《马尔多罗之歌》改编成剧本，于1984年登台，并于1997年拍摄了电影。
在戈达尔1967年的电影《周末》接近尾声时，旁白念了《马尔多罗之歌》的一部分。 
情境主义者的创始人，电影制片人和作家居伊·德波从《诗》的第二部分出发，写了《景观社会》中的一篇论文。 本文涵盖了剽窃的必要性以及对它进步性的暗示。 它解释说窃拥抱了作者的意图，利用他的表达，消除一个错误的观念，并用正确的观念代替。 他的同侪情境主义者劳尔·范内格姆十分重视洛特雷阿蒙的见解，他在《日常生活的革命》的序中指出：“只要还有人，还有读洛特雷阿蒙的人，一切都已经说了，每个人都可以从中收获。” 
作家让·保罗汉和亨利·米肖都承认洛特雷阿蒙对他们作品有影响。     

肯尼思·安格声称曾尝试根据想改编《马尔多罗之歌》电影，但未能筹集到足够的资金来完成。 
近年来，现代行为艺术家希沙尔丁援引了法国民法典第171条中的一个晦涩条款，请政府允许她与洛特雷阿蒙死后结婚的权利。 
受超现实主义影响的美国诗人约翰·阿什伯里为其1992年的选集命名为《洛特雷阿蒙酒店》，而这本书的英文版则指出洛特雷阿蒙是“被遗忘的存在之一”。
巴西作家乔卡·莱纳斯·特隆在他的第一本小说《那儿什么都没有》中将洛特雷阿蒙描绘为启示录的七个天使之一。迪卡斯书中的人物迷上了小说《恶之花》，同时乘火车穿越欧洲。
若·苏亚雷斯在他1995年的小说《夏洛克的桑巴》简要地提到了洛特雷阿蒙和他的《马尔多罗之歌》。
伊齐多尔·迪卡斯是威廉姆·克莱因1966年的电影《你是谁，波莉·玛古？》中时尚创造者的名字。
洛特雷阿蒙，作为一个没有名字的南美人，出现在胡利奥·科塔萨尔的短篇小说“另一个天堂”中，该人物也引用了《马尔多罗之歌》里的文字作为对白。 
法国哲学家吉尔·德勒兹和精神病学家费利克斯·伽塔利在两册合著的著作《资本主义与精神分裂》，两次都引用了洛特雷阿蒙，每卷一次。  